# Voorjaar (album)
Voorjaar is het eerste studioalbum van de Nederlandse zanger Henk Westbroek, uitgebracht in 1992.

## Nummers
| Nr. | Titel                          | Schrijver(s)                                                    | Duur |
| --- | ------------------------------ | --------------------------------------------------------------- | ---- |
| 1.  | Buiten als het onweert         | Henk Westbroek, Eric van Tijn, Jochem Fluitsma                  | 4:27 |
| 2.  | Waar ze loopt te wandelen      | Henk Westbroek, George Kooymans                                 | 4:25 |
| 3.  | Op de rand van de afgrond      | Henk Westbroek, Eric van Tijn, Jochem Fluitsma                  | 4:38 |
| 4.  | Zou er iets tegen te doen zijn | Henk Westbroek, Peter Groot Kormelink, Herman Grimme            | 3:44 |
| 5.  | Begrijp je nou hoe blij ik ben | Henk Westbroek, Henk Hofstede                                   | 3:56 |
| 6.  | Positief                       | Henk Westbroek, Peter Groot Kormelink, Herman Grimme            | 3:42 |
| 7.  | Jack de Ripper                 | Henk Westbroek, Peter Groot Kormelink, Herman Grimme            | 4:46 |
| 8.  | Ontzie mijn hart               | Henk Westbroek, Peter Groot Kormelink, Herman Grimme            | 4:37 |
| 9.  | Dromer                         | Henk Westbroek, Eric van Tijn, Jochem Fluitsma                  | 4:35 |
| 10. | Een leuke dag                  | Henk Westbroek, Peter Groot Kormelink, Herman Grimme            | 3:55 |
| 11. | Ik hou van jou                 | Henk Westbroek, George Kooymans                                 | 5:01 |
| 12. | Reprise                        | Henk Westbroek, George Kooymans, Eric van Tijn, Jochem Fluitsma | 2:18 |